# Henryk Lubomirski jako Amor
Henryk Lubomirski jako Amor – posąg autorstwa neoklasycystycznego rzeźbiarza Antonio Canovy.

## Historia
Kompozycja powstała w latach 1786–1788, obecnie znajduje się w Galerii Rzeźb zamku w Łańcucie, specjalnie zaprojektowanej na wzór antycznej świątyni, przez Szymona Bogumiła Zuga i Jana Chrystiana Kamsetzera.
Rzeźba powstała na zlecenie księżnej marszałkowej Izabeli z Czartoryskich Lubomirskiej. W 1786 skontaktowała się z przebywającym w Rzymie Canovą. Warsztat rzeźbiarza odkuł marmurowy posąg na miejscu, następnie wysłał skończone dzieło do Polski. Tak jak i pozostałe typy ikonograficzne Canovy, Henryk Lubomirski jako Amor inspirowany był bezpośrednio rzeźbą antyczną. Na specjalnie życzenie księżnej, Henryk Lubomirski przedstawiony został w postaci stojącego nagiego Amora, wspartego o łuk. Na idealne ciało młodzieńca, które nie odzwierciedla autentycznej postury chłopca (Henryk miał wtedy dopiero 9 lat), została nasadzona głowa wymodelowana z natury. Rzeźba ma 142 cm wysokości.